# Elaphria punctula
Elaphria punctula är en fjärilsart som beskrevs av William Schaus 1906. Elaphria punctula ingår i släktet Elaphria och familjen nattflyn. Inga underarter finns listade i Catalogue of Life.